# Harsdorfer Straße 17

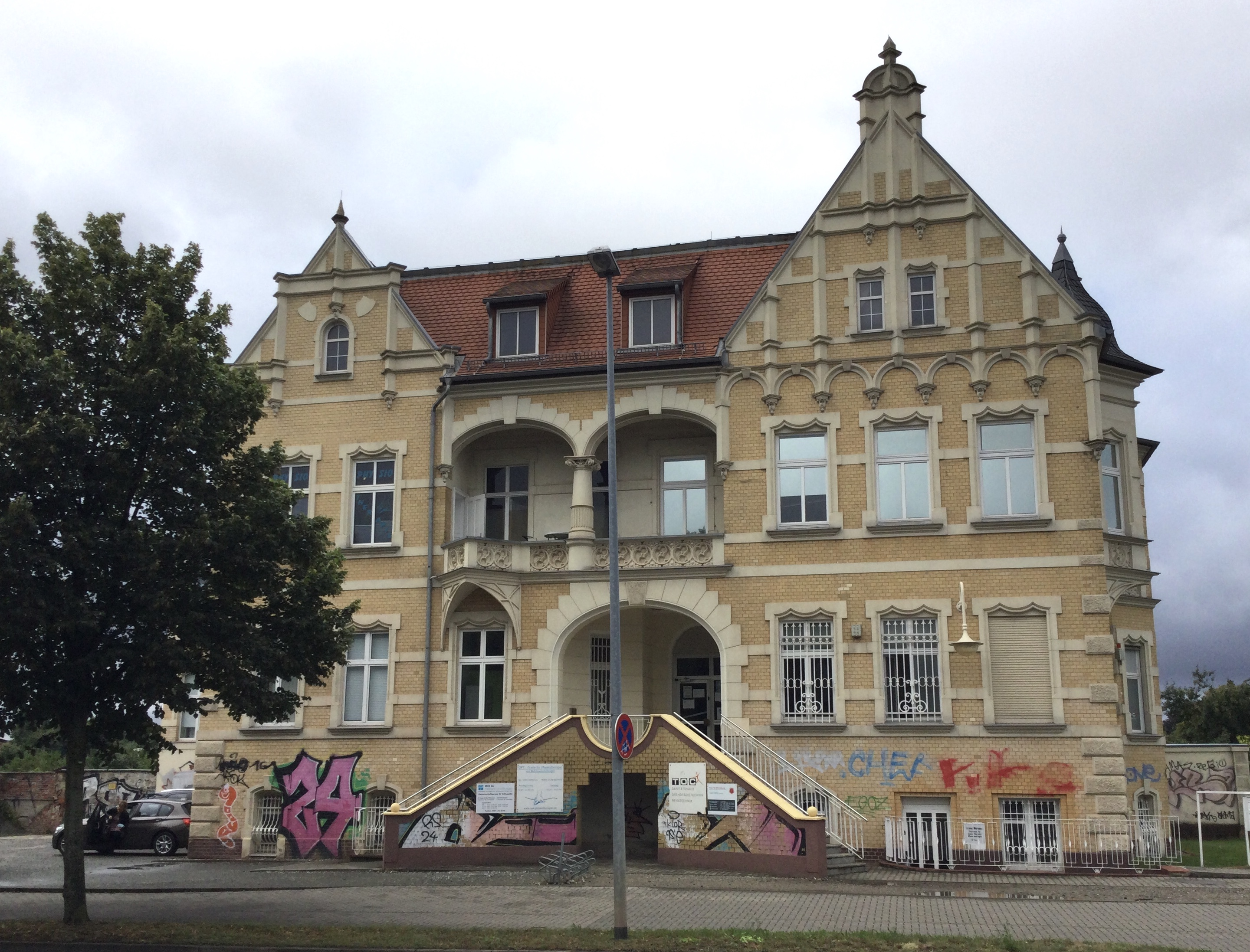
Haus Harsdorfer Straße 17 (2021)

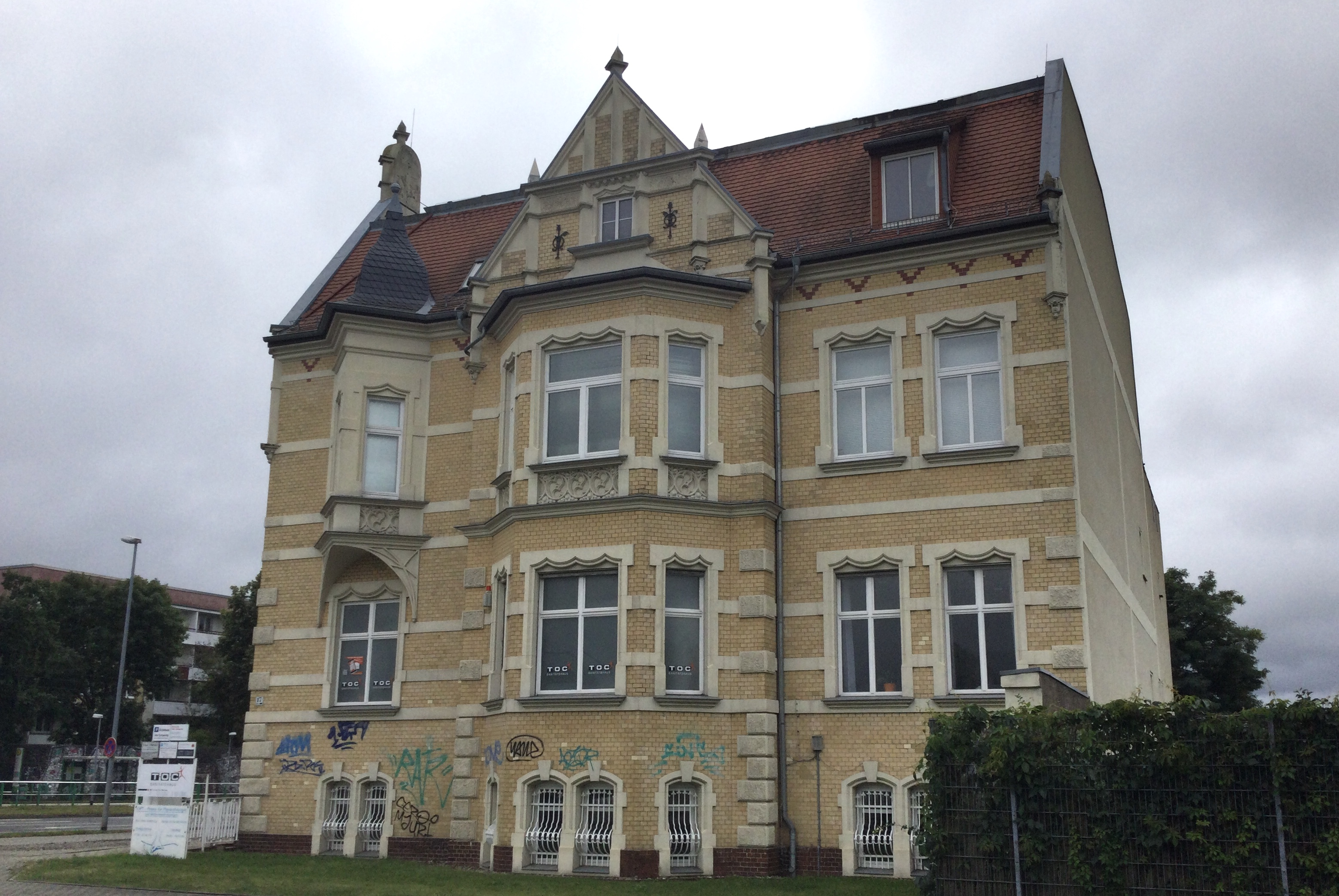
Nordfassade zur Harsdorfer Straße

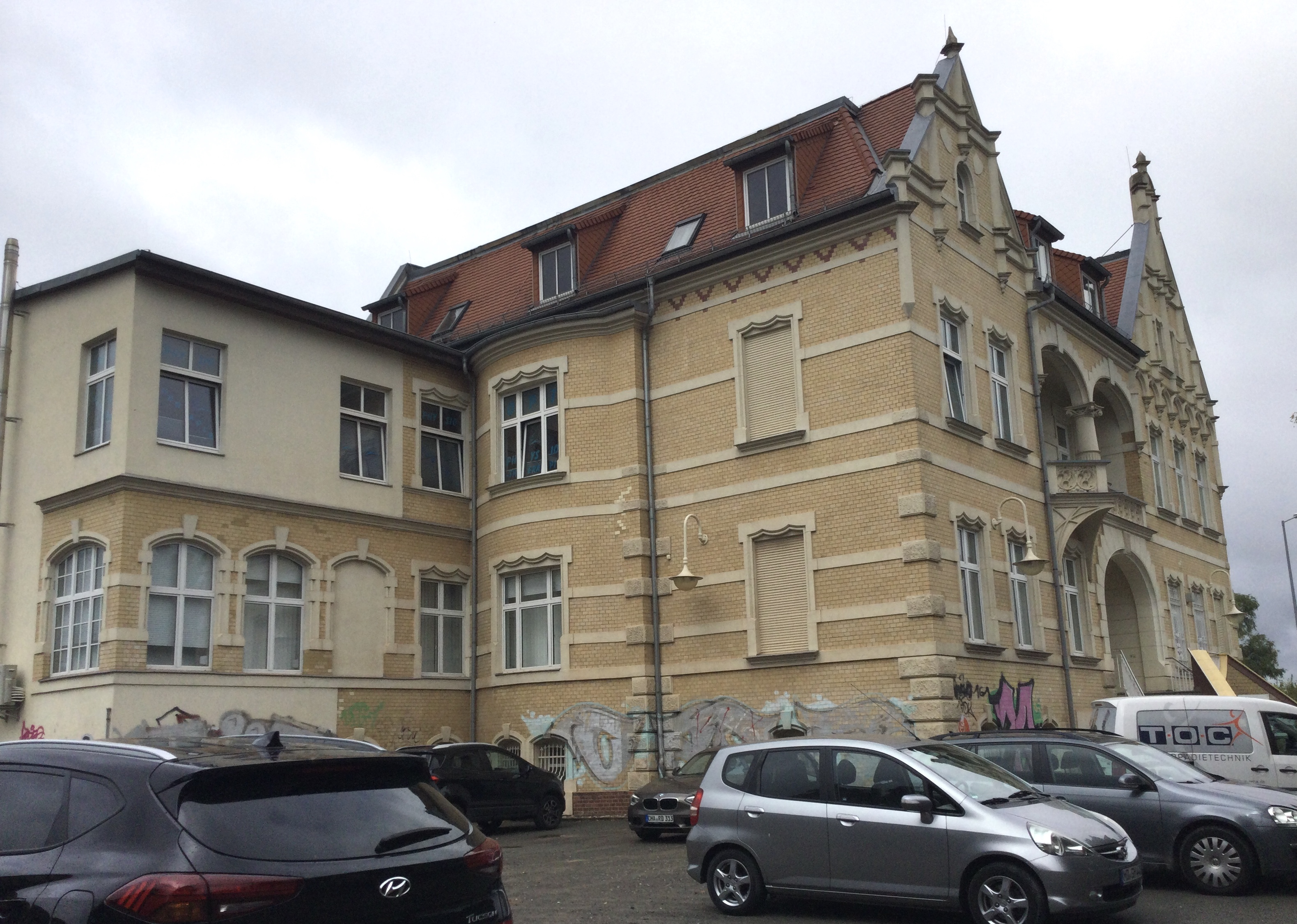
Blick von Südosten

Das Wohnhaus Harsdorfer Straße 17 in Magdeburg in Sachsen-Anhalt ist eine ehemalige großbürgerliche Villa und steht heute unter Denkmalschutz.

## Lage
Die Villa liegt im Magdeburger Stadtteil Stadtfeld West an der Südseite der Harsdorfer Straße in einer markanten Ecklage zum östlich verlaufenden Europaring. Nordwestlich steht die Villa Harsdorfer Straße 22.

## Architektur und Geschichte
Die zweigeschossige Villa wurde im Jahr 1897 für den Buchhändler Wilhelm Rathke errichtet besaß einen großen Garten. Die Fassade der Villa ist mit gelben Ziegeln verblendet, wobei die Gliederung durch hellere Putzelemente erfolgt. In der Gestaltung finden sich Elemente der Neogotik und der nördischen Neorenaissance. Die Villa ist reich mit architektonischen Elementen wie Erkern, Risaliten und einer von Säulen getragenen Loggia versehen. Dominierend sind drei große Dreiecksgiebel. Auf der Westseite ist eine zweiläufige Freitreppe angeordnet. Darüber hinaus gibt es viele aus Werkstein gefertigte Verzierungen. 
Laut der Liste der Kulturdenkmale in Stadtfeld West ist die Villa unter der Erfassungsnummer 094 82318 als Baudenkmal verzeichnet.
Die Villa gilt als Zeugnis des historistischen Villenbaus in Magdeburg.